# 王己千
王 己千（おう きせん、Chi-Chien Wang、チーチェン・ワン、1907年 - 2003年7月3日）は、中国系アメリカ人の画家、美術コレクターである。C・C・ワン(C. C. Wang)の名で知られる。

## 生涯
王は1907年に蘇州で生まれた。上海で法律を学んだが、1936年からは美術に専念した。1949年、中華人民共和国の成立を受けて、妻と2人の娘とともにアメリカ合衆国に渡ったが、長男と長女は中国に留まった。
王は、最後の「文人画家」であるとされる。中国の共産革命後、中国国外に移住した者の中に文人画を描いていた者は何人かいたが、その中で最後に亡くなったのが王だった。中国本国では共産革命後は文人画が途絶えており、王を最後に文人画の流派は途絶えることとなった。
また、王は美術品コレクターとしても知られ、王のコレクションは世界最大の美術コレクションの一つに挙げられる。1998年、王のコレクションの中の25点がメトロポリタン美術館に寄贈された。その中でもっとも重要な作品が南宋の画家・董源の『渓岸図』であるが、1999年、美術史家のジェームズ・ケーヒルが、この作品は20世紀に作られた贋作であると主張し、美術史界における大論争となった。
王は2003年7月3日にニューヨークで死去した。